# Ethobunus trochantericus
Ethobunus trochantericus is een hooiwagen uit de familie Zalmoxioidae.